# Сан Жорді (кінопремія)
«Премія Святого Юрія для кінематографа» (кат. Premis Sant Jordi de Cinematografia, «Святий Юрій» (кінопремія)) — кінематографічна нагорода, яку присуджує щорічно в Барселоні від регіону Каталонія Національне радіо Іспанії (ісп. Radio Nacional de España, RNE).

## Історія і опис
Премія була заснована в 1957 році з метою сприяння розвитку каталонського кіно в умовах протистоянь, спричинених боротьбою генерала Франко з каталонським сепаратизмом і забороною на знімання фільмів каталонською мовою. Пізніше нагорода трансформувалася в загальнонаціональну іспанську премію з додатковими номінаціями для іноземних фільмів. Більшість нагород присуджує журі у складі критиків, що належать до ЗМІ в Барселоні.
Першою кінострічкою, відзначеною головним призом, став фільм іспанського режисера Хуана Антоніо Бардема «Головна вулиця».

## Категорії
- Найкраща перша робота (Millor òpera prima)
- Найкращий іспанський фільм (Millor pel·lícula espanyola)
- Найкраща акторка в іспанському фільмі (Millor actriu de pel·lícula espanyola)
- Найкращий актор в іспанському фільмі (Millor actor de pel·lícula espanyola)
- Найкращий іноземний фільм (Millor pel·lícula estrangera)
- Найкраща акторка в іноземному фільмі (Millor actriu de pel·lícula estrangera)
- Найкращий актор в іноземному фільмі (Millor actor de pel·lícula estrangera)
- Спеціальний приз журі (Premi especial del jurat)
- Премія кіновиробників (Premi de la indústria cinematogràfica)
- Премія критиків Національного радіо Іспанії (Premi Sant Jordi de la crítica de RNE)